# Selvvandingspotte
En selvvandingspotte er en urtepotte der ved hjælp af en indretning kan forsyne jorden i potten med en vand, således at planterne i potten ikke visner uden at skulle vandes dagligt.
Et princip er at jorden holdes på plads ved en plade med huller, igennem dem kan vandet blive ledt opad i jorden. Et andet princip er at have nogle ledetråde der suger vandet op og ind til jorden.
Ved det første system bliver vandet fyldt i den nederste del af krukken gennem et rør. Ved det sidste system er beholderen med jorden og planten adskilt fra reservoiret, og må man løfte den for at kunne påfylde reservoiret.